# Данська література

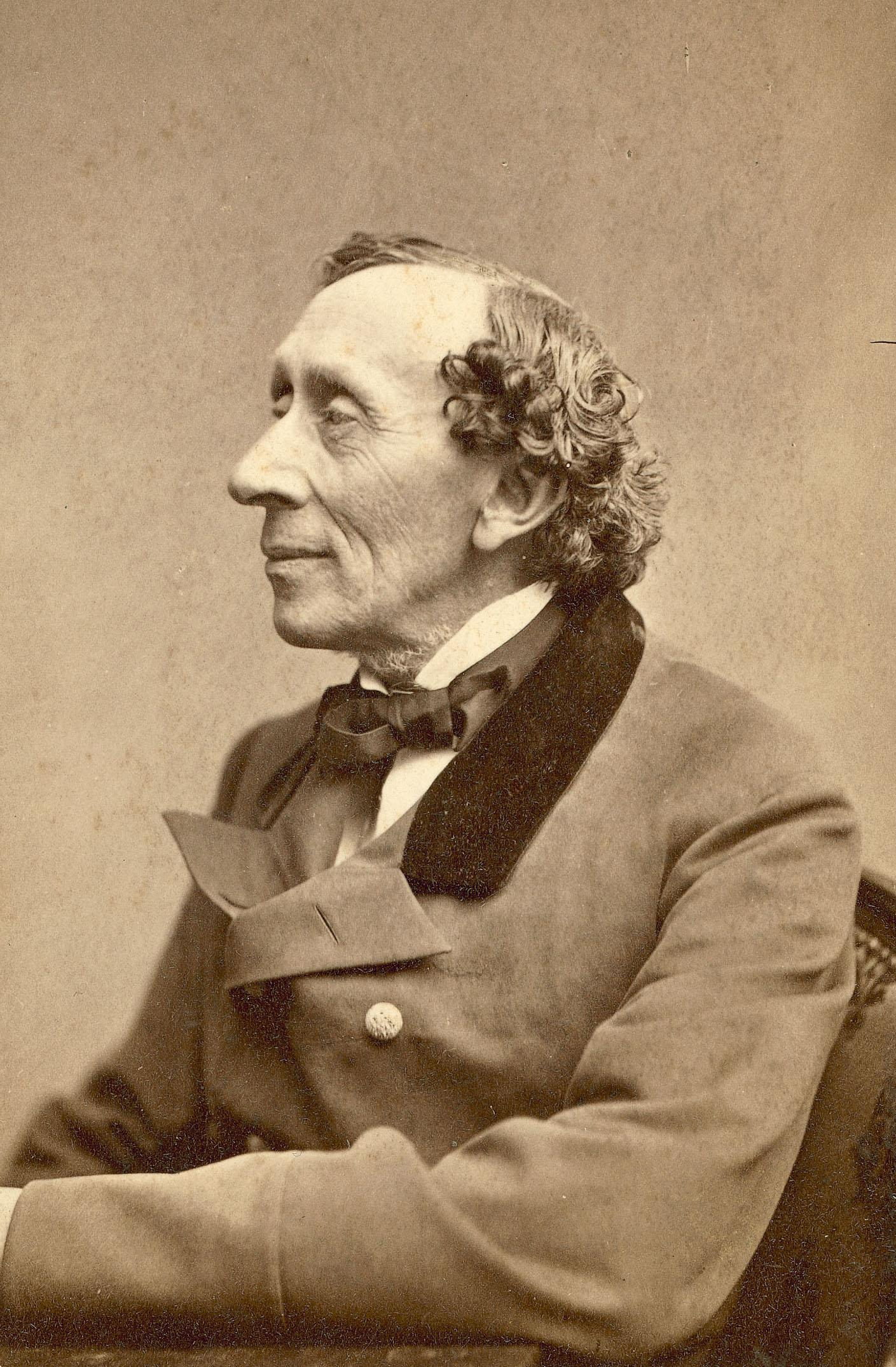
Ганс Крістіан Андерсен (1805–1875)

Данська література — художня література, створена данською мовою. Є складовою Скандинавської літератури, що виникла в Середньовіччі.
Найяскравішими представниками данської літератури за ці століття вважаються історик Саксон Граматик (англ. Saxo Grammaticus), драматург Людвіг Гольберг, письменник Ганс Крістіан Андерсен, філософ Серен К'єркегор (англ. Søren Kierkegaard) та Карен Бліксен (англ. Karen Blixen), що стала всесвітньо знаменитою завдяки своєму автобіографічному оповіданню «З Африки» (англ. Out of Africa).
Сучасними найбільш успішними авторами є Леіф Девідсен (англ. Leif Davidsen), що пише захопливі шпигунські історії з політичними нотками, Б'ярн Реутер (англ. Bjarne Reuter) з його інтригуючими новелами для молодших читачів, Пітер Хоег (англ. Peter Høeg), який здобув міжнародне визнання з своїми творами «Smilla's Sense of Snow» і «Jens Christian Grøndahl» та романтичними історіями з психологічним підтекстом «Тиша в Жовтні» (англ. "Silence in October") та англ. "An Altered Light".
Загалом, книжкова сфера у Данії продовжує процвітати не зважаючи на економічну кризу 2007-2011 років.